# Jack Cotton
John James Cotton, detto Jack (Miles City, 15 ottobre 1924 – Alamosa, 26 settembre 2016), è stato un cestista e allenatore di pallacanestro statunitense, professionista nella NBL e nella NBA.